# Râul Surduc, Apa Mare
Râul Surduc este un curs de apă, afluent al râului Apa Mare. 

## Hărți
- Harta județului Timiș